# Margaret Cruikshank
Margaret Louise Cruikshank (1940) es una escritora feminista lesbiana estadounidense y académica. Empezó enseñando en 1968. Y fue una de las primeras académicas estadounidenses, en salir en una época en que los derechos homosexuales eran sólo una idea incipiente. Sus estudios y foco de trabajo educativo fue la concientizaación y aceptación de las lesbianas en la academia y la inclusión de la crítica y literatura lésbica en estudios de literatura tradicional y estudios de la Mujer. 
Su obra ha sido publicada en revistas Gay Comunitario Noticioso, Radical Teacher, la Revista de Homosexualidad y The Advocate. Sus antologías El Camino Lesbiano (1980), Estudios Lesbianos: Presente y Futuro (1982), y Escritura Lesbiana Nueva (1984) ayudó para establecer estudios lesbianos como parte de estudios de la Mujer en la academia.

## Carrera y vida
Margaret nació en Duluth, Minnesota en abril de 1940; de George Patrick y Louise Wimmer. Concurrió a la Universidad de St. Scholastica, obteniendo su licenciatura de Artes en cultura inglesa en 1962. A principios de los 1960s apareció como lesbiana dentro de la comunidad lésbica de Minneapolis. Obtuvo su Ph.D en literatura victoriana por la Universidad Loyola Chicago, escribiendo su disertación sobre Thomas B. Macaulay. Ha enseñado inglés en la Universidad Central de Loyola y en la St. John Universidad. En 1975, enseñó en la Universidad Estatal de Minnesota, estableciendo el Departamento de estudios de la mujer, sirviendo como directora. A su llegada a la MSU se identificó públicamente como lesbiana, y en 1977, se mudó a San Francisco.

## Carrera docente en San Francisco
Llegada a San Francisco, trabajó como directora de recursos para el Gay National Educational Switchboard; organización que proporciona información a través de un número telefónico libre. En agosto de 1980 devino jefa del Programa de Educación Continua en el Departamento de Ciencias Sociales, de la Universidad de San Francisco. Luego enseñó en el Departamento de inglés de la Universidad de Ciudad de San Francisco, enseñando ESL y trabajando con la CCSF para incorporar estudios gay/lesbianas al currículo. Sus esfuerzos exitosos inspiraron a la CCSF a abrir su Campus/de Valencia del Castro, y en 1982 fue la primera mujer en enseñar en la universidad sobre literatura lésbica/gay, hasta 1996. Durante los 1980s también sirvió como una becaria en el Centro para Búsqueda en Mujeres en la Universidad Stanford. En 1992,  recibió su Maestría de Artes en gerontología por la Universidad Estatal de San Francisco. En 1992 y 1993 enseñó en cursos sobre envejecimiento lésbico/gay en la Universidad de la Ciudad de San Francisco. Continuó enseñando en la CCSF hasta su movimiento a Maine en 1997.

## Escritura
En 1980 se publica su antología, El Camino Lesbiano, incluyendo narrativas personales cortas de lesbianas. Y, en su antología de 1982, Estudios Lesbianos: Presente y Futuro, destacando la importancia de los estudios lésbicos en la universidad e incluye experiencias de lesbianas en la academia. Escritura Lesbiana nueva, su tercera antología, se publicó en 1984 e incluye ficción y no-ficción de lesbianas. Su libro de 1995 Feroz con la Realidad incluye ensayos por escritoras lesbianas y se enfoca en el envejecimiento.

## Vida actual
Vive en un pequeño pueblo de pesca, en la costa oriental de Maine. Después de enseñar inglés, estudios de mujeres y estudios lesbianos/gays desde hace muchos años, se retiró de la Universidad de Maine en 2011. Continúa como profesora asociada en El Centro de Maine de Estudios de Envejecimiento. En 1997,  donó una selección de sus archivos a los Archivos lesbianos June L. Mazer en West Hollywood. Es recipiente de dos premios Fulbright de especialista sénior, uno por la Universidad del centro de Victoria sobre Envejecimiento (2007) y uno por la Universidad de Graz en Austria.

## Obra
- Cruikshank, Margaret. Fierce with Reality: An Anthology of Literature on Aging. St. Cloud: North Star Press 1995; Topsham: Just Write Books (2006) ISBN 978-0-9788628-0-0

- Cruikshank, Margaret. The Gay & Lesbian Liberation Movement (Movimientos Pensados y Radicales Revolucionarios). Londres: Routledge (1992). ISBN 0-415-90648-2

- Cruikshank, Margaret. Learning to Be Old: Gender, Culture and Aging. (Aprendiendo a Ser Viejo: Género, Cultura y Envejecimiento). Lanham: Rowman & Littlefield Editores (2009). ISBN 0-7425-6594-7

- Cruikshank, Margaret. Camino lesbiano. Monterey: Angel Prensa 1980. San Francisco: Grey Fox Press (1985). ISBN 0-912516-96-8

- Cruikshank, Margaret. Estudios lesbianos: Presente y Futuro. Old Westbury: La Prensa Feminista (1982) ISBN 0-935312-07-2

- Cruikshank, Margaret. Escritura Lesbiana nueva. San Francisco: Grey Fox Press (1984) ISBN 978-0-912516-81-3

- Zimmerman, Bonnie y Toni McNaron, eds. Estudios Lesbianos Nuevos: Into the Twenty-First Century. Nueva York: The Feminist Press at CUNY (1996). ISBN 1-55861-136-3

- Cruikshank, Margaret. Thomas Babington Macaulay. Boston: Twayne Pubs (1978). ISBN 0-8057-6686-3